# Anchnesneferibre
Anchnesneferibre, Tochter von Pharao (König) Psammetich II. und dessen Gemahlin Tachuit, war in der 26. Dynastie um 595 bis 525 v. Chr. Gottesgemahlin des Amun. Sie trug außerdem von etwa 595 bis 560 v. Chr. den Titel einer Hohepriesterin des Amun in Theben.
Wie eine Stele aus Karnak belegt, wurde Anchnesneferibre nach Theben gesandt und von ihrer Amtsvorgängerin Nitokris adoptiert. Acht Jahre später, im Jahr 4 der Regierung ihres Bruders Apries (ca. 586 v. Chr.), als ihre Vorgängerin Nitokris starb, übernahm sie das Amt der Gottesgemahlin des Amun. Als „Gottesgemahlin des Amun“ besaß sie große politische Macht und regierte Theben über einen Zeitraum von 60 Jahren. Sie hatte ihr Amt während der Regentschaft von vier Pharaonen, die ihres Vaters Psammetich II., Apries, Amasis und Psammetichs III., bis zum Beginn der Perserherrschaft inne. Mit der Perserherrschaft wurde das Amt der Gottesgemahlin des Amun aufgehoben. Ihre Grabkapelle befindet sich im Tempelareal von Medinet Habu. Sie ist durch mehrere Reliefs und Statuen in Karnak dargestellt. Ihr schwarzer Basalt-Sarkophag wurde in der Ptolemäischen Periode von einem Mann namens Pymentu wiederverwendet und befindet sich heute im British Museum.

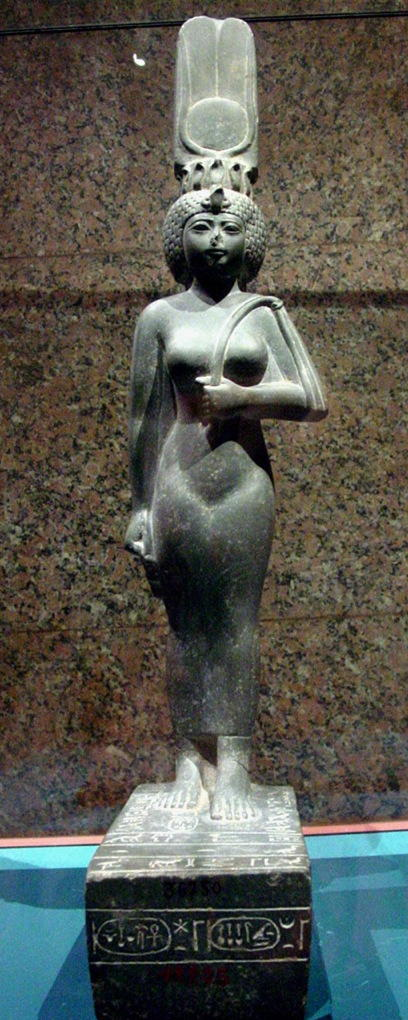
Statue von Anchnesneferibre, Nubisches Museum, Assuan, CG-42205
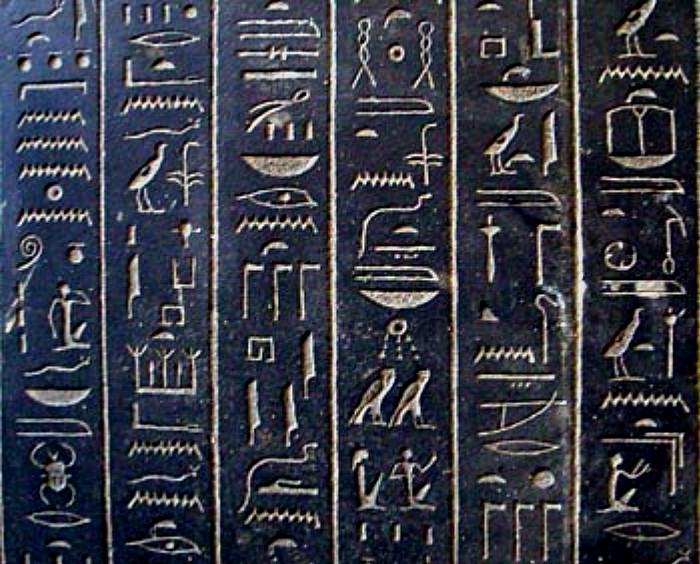
Detail von Anchnesneferibres Sarkophag, British Museum